# Plataforma Logística do Poceirão
A Plataforma Logística do Poceirão encontra-se localizada no município de Palmela, esta infra-estrutura vai ser fomentada em duas etapas, uma primeira de duzentos hectares e terá uma duração de oito anos, podendo alargar-se a mais duzentos hectares. Esta plataforma está direccionada para dar apoio às carências logísticas e de transporte da área metropolitana de Lisboa, principalmente as cargas movimentadas ou transformadas pelos portos de Lisboa, Sines e Setúbal, dando origem a um crescimento das transacções logísticas regionais, nacionais e internacionais.
Esta plataforma logística encontra-se inserida nas onze plataformas logísticas que fazem parte do programa Portugal Logístico. O consorcio constituído Mota-Engil, Bento Pedroso Construções, BES e OPWAY é responsável pela concepção, financiamento e exploração desta plataforma. Corresponde a um investimento de quinhentos milhões de euros e criará cinco mil postos de emprego directos e sete mil empregos indirectos. Com a criação desta plataforma vai ser possível uma junção da linha ferroviária convencional, constituída pela linha do Alentejo e a linha do Sul e a futura linha de alta velocidade Lisboa-Madrid. Com a articulação do fluxo portuário dá-se um aumento do hinterland a toda a Península Ibérica e posteriormente à Europa. Ambientalmente, esta plataforma fará com que sejam reduzidas as emissões poluentes, visto que dá prioridade às linhas ferroviárias em vez das linhas rodoviárias (Morais, 2007).
Num raio de 100km desta plataforma encontra-se 3,2 milhões de pessoas e 31% do PIB industrial nacional (Portugal, 2006, p.10).

## Principais funcionalidades
As principais funcionalidades desta plataforma são (Portugal, 2006, p.10):
- Área logística multifunções
- Área logística especializada
- Área logística de transformação
- Área logística monocliente
- Terminal intermodal ferroviário-rodoviário
- Terminal intermodal ferroviário-ferroviário
- Serviços de apoio a empresas e veículos

## Vias de acesso
Esta plataforma tem vias de acesso rodoviárias e ferroviárias (Portugal, 2006, p.10).

### Vias rodoviárias
- Itinerário principal IP1, com acesso à auto-estrada A12
- Itinerário principal IP7, com acesso à auto-estrada A2
- Itinerário complementar IC11, com acesso à auto-estrada A13
- Estrada nacional: N10 e N5
- Estrada municipal M533

### Vias ferroviárias
- Linha do Alentejo
- Linha do Sul